# Bostadsinstitut
Bostadsinstitut och så kallade näringsinstitut lånar ut pengar under lång tid till bostadsbyggande, bolånekunder och till företag. Bostadsinstitut är en variant av Bostadskreditinstitut eller hypoteksbank.
Bostadsinstitut drivs ofta i ett separat bolag av ett bostadskreditinstitut eller affärsbanker då affärsvillkoren är något annorlunda på fastighetskreditmarknaden jämfört med kreditmarknaden i stort. Ofta brukar säkerhet i fastighet räknas som en ganska god pant och lån ges med relativt låg ränta. Som en följd av det kan bostadsinstitut i sin tur låna upp pengar på marknaden till relativt goda villkor. Ofta finansierar bostadsinstitut sig genom att ge ut bostadsobligationer även kallade seniora icke-säkerställda obligationer.

## Svenska exempel på bostadsinstitut
- Stadshypotek
- Nordax Bank
- Bluestep Bank
- Stabelo
- Enkla
- Hypoteket